# Oribatella malaya
Oribatella malaya är en kvalsterart som beskrevs av Balogh och Sandór Mahunka 1974. Oribatella malaya ingår i släktet Oribatella och familjen Oribatellidae. Inga underarter finns listade i Catalogue of Life.